# آبراهام گورگنیان
آبراهام گورگنیان (ارمنی: Աբրահամ Գուրգենյան زاده ۱۹۰۸، اصفهان - درگذشته ۱۴ اوت ۱۹۹۱، قبرس)، نقاش ارمنی‌تبار اهل ایران بود. گورگنیان نخستین نقاشی است که از روی طرح‌های سنگ قبرهای متعلق به سال‌های ۱۶۰۰–۱۹۵۰ میلادی، که نقش بیش از پنجاه پیشه بر روی آن‌ها حجاری شده، طراحی کرده است؛ و بخشی از آثار وی هم‌اکنون در موزهٔ کلیسای وانک نگهداری می‌شود.

## زندگی‌نامه
در سال ۱۹۰۸ میلادی (۱۲۸۷ خورشیدی) در تهران به دنیا آمد. در کودکی پدر و مادر خود را از دست داد و به پرورشگاهی در جلفای اصفهان سپرده شد. وی پس از تحصیلات در جلفا او به شاگردی آنتوان سوریوگین (درویش) که یکی از آشنایش بود درآمد. سال‌های طولانی را وقف تصویرسازی کتاب‌های سعدی، نظامی و خیام نمود.
گورگنیان در ۴۰ سالگی به بررسی دستنوشته‌های قدیمی موزهٔ کلیسای وانک اصفهان (آمناپرکیچ) پرداخت و در برابرش دنیای نو باز شد. پس از آن در آثار وی تحول بسیاری چه از نظر شیوه و چه از نظر محتوا پدید آمد. هنرمند شیفتهٔ اشعار شاعران ارمنی همچون ناهاپت کوچاک، سایات‌نووا، هوهانس تومانیان و آوتیک ایساهاکیان شد و با الهام گرفتن از اشعار آنان نیز آثار ارزشمند بسیاری خلق نمود.
هنر مینیاتور ایرانی و سبک بخصوص آن با هنر ارمنی عجین گشت و کیفیت جدیدی به وجود آورد. گورگنیان کم‌کم حوزهٔ فعالیتش را وسیع تر کرد. او به نقاشی از زندگی، تاریخ، لباس‌های محلی، شخصیت‌های مذهبی مشهور و سنگ‌های قبر ارمنی‌های جلفا پرداخت. هدف وی نجات تمامی این آثار از خطر نابودی و فراموشی و همچنین تبدیل شدن خود به نقاش گنجینه‌های ملی بود.
گورگنیان آثارش را به موزه‌های مختلف تقدیم کرده است. ۱۵۰ قطعه از آثار وی که به زندگی ارمنی‌های جلفا پرداخته در موزه وانک جلفا نگهداری می‌گردند و ۴۵۰ قطعه که از نقاشی‌های وی نیز که در مورد زندگی جامعهٔ ارمنی‌های ایران هستند در موزهٔ مرکز دینی اچمیادزین نگهداری می‌گردد و تعدادی از آثار وی نیز در موزهٔ مارتیکیان بیروت است.
گورگنیان نمایشگاه‌هایی در جلفا، تهران و کشورهای خاورمیانه و نیز بیت المقدّس، رم و وین برگزار نموده است. مجموعه نقاشی‌های سنگ قبور جلفای نو در کشور سوئد با استقبال بسیاری روبرو گشت.
گورگنیان یکی از شیفتگان فرهنگ و هنر ارمنی بود.
آبراهام گورگنیان در سال ۱۴ اوت ۱۹۹۱ (۱۳۷۰ خورشیدی) در آسایشگاهی در قبرس درگذشت.